# Literaturjahr 2006
Liste der Literaturjahre

◄◄ | ◄ | 2002 | 2003 | 2004 | 2005 | Literaturjahr 2006 | 2007 | 2008 | 2009 | 2010 | ► | ►►

Weitere Ereignisse

## Ereignisse
- 16.–19. März: Leipziger Buchmesse
- 04. August: Jostein Gaarders israelkritischer Kommentar „Gottes auserwähltes Volk“ löst weltweit heftige Auseinandersetzungen aus.
- August: Günter Grass’ spätes Bekenntnis zur einstigen Waffen-SS-Angehörigkeit löst den deutschen Literaturskandal des Jahres aus.
- August: Eva Hermans Ankündigung ihres Eva-Prinzips löst die deutsche Feminismus-Debatte des Jahres aus.
- 24. November: Der Faust-Theaterpreis des Deutschen Bühnenvereins, der Kulturstiftung der Länder und der Deutschen Akademie der Darstellenden Künste wird im Aalto-Theater in Essen, Nordrhein-Westfalen, erstmals verliehen.
- 04.–8. Oktober: Frankfurter Buchmesse, Gastland Indien

## Geburts- und Jahrestage
- 17. Januar: 300. Geburtstag von Benjamin Franklin, nordamerikanischer Schriftsteller und Naturphilosoph († 1790)
- 17. März: 100. Todestag von Konrad Beyer, deutscher Dichter und Literaturhistoriker (* 1834)
- 06. April: 100. Todestag von Alexander Lange Kielland, norwegischer Autor (* 1849)
- 09. Mai: 100. Todestag von Fritz Stavenhagen, niederdeutscher Dramatiker (* 1876)
- 20. Mai: 100. Todestag von Claire von Glümer, deutsche Schriftstellerin und Übersetzerin (* 1825)
- 23. Mai: 100. Todestag von Henrik Ibsen, norwegischer Schriftsteller und Dramatiker (* 1828)
- 05. Juni: 100. Todestag von Eduard von Hartmann, deutscher Philosoph (* 1842)
- 11. Juni: 100. Todestag von Heinrich Hart, deutscher Schriftsteller und naturalistischer Literatur- und Theaterkritiker (* 1855)
- 29. Juni: 100. Todestag von Albert Sorel, französischer Schriftsteller (* 1842)
- 24. Juli: 100. Todestag von Ferdinand von Saar, österreichischer Schriftsteller, Dramatiker und Lyriker (* 1833)
- 22. September: 100. Todestag von Oscar Levertin, schwedischer Schriftsteller (* 1862)
- 14. Oktober: 100. Geburtstag von Hannah Arendt, Philosophin († 1975)
- 16. Oktober: 100. Geburtstag von Dino Buzzati, italienischer Schriftsteller († 1972)
- 20. Oktober: 100. Geburtstag von Sakaguchi Ango, japanischer Erzähler und Essayist († 1955)
- 31. Oktober: 100. Geburtstag von Lilo Linke, deutsche Schriftstellerin und Reporterin († 1963)
- 04. November: 100. Geburtstag von Sterling North, US-amerikanischer Schriftsteller († 1974)
- 16. November: 100. Geburtstag von Henri Charrière, französischer Schriftsteller († 1973)
- 18. November: 100. Geburtstag von Klaus Mann, deutscher Schriftsteller († 1949)
- 18. November: 100. Geburtstag von Ōta Yōko, japanische Schriftstellerin († 1963)
- 30. November: 100. Geburtstag von John Dickson Carr, US-amerikanischer Autor († 1977)
- 07. Dezember: 100. Geburtstag von Eduard Zak, österreichischer Schriftsteller, Übersetzer und Kritiker († 1979)
- 13. Dezember: 100. Geburtstag von Laurens van der Post, südafrikanischer Schriftsteller († 1996)

## Neuerscheinungen
Belletristik
- Alles umsonst – Walter Kempowski
- Als wir träumten – Clemens Meyer
- Am Anfang sind sie noch Kinder –  Petra Hammesfahr
- Aminas Restaurant – Michael Lüders
- An einem Tag wie diesem – Peter Stamm
- Die Arbeit der Nacht – Thomas Glavinic
- Arbeit und Streben – Holger Siemann
- Beast – Ally Kennen
- Beim Häuten der Zwiebel – Günter Grass
- Bis(s) zur Mittagsstunde – Stephenie Meyer
- Der blinde Masseur – Catalin Dorian Florescu
- Blinde Weide, schlafende Frau – Haruki Murakami
- Die Blutlinie – Cody McFadyen
- Blutmale – Tess Gerritsen
- The Bonehunters – Steven Erikson
- Buick Rivera – Miljenko Jergović
- Candy – Kevin Brooks
- Dirac – Dietmar Dath
- Die dunklen Wasser von Aberdeen – Stuart MacBride
- Das Echo der Erinnerung – Richard Powers
- Eisflüstern – Bettina Balàka
- Der Engelsfürst – Jörg Kastner
- Entre les murs – François Bégaudeau
- Das Eva-Prinzip – Eva Herman
- Flyte – Angie Sage
- Für immer vielleicht – Cecelia Ahern
- Gilead – Marilynne Robinson
- Gut gegen Nordwind – Daniel Glattauer
- Die Habenichtse – Katharina Hacker
- Himmelstänzerin – Shan Sa
- In der Misosuppe – Ryū Murakami
- In meinem kleinen Land – Jan Weiler
- Das Jahr magischen Denkens – Joan Didion
- Keeper – Mal Peet
- Die Kinder beruhigte das nicht – Alois Hotschnig
- Kommt ein Mann ins Zimmer – Nicole Krauss
- Die Lage des Landes – Richard Ford
- Das Leuchten der Stille – Nicholas Sparks
- Leyla – Feridun Zaimoğlu
- Die Lichter lösche ich – Zoya Pirzad
- Die Liebe der Fische – Steinunn Sigurðardóttir
- Love – Stephen King
- Melnitz – Charles Lewinsky
- Path of Destruction – Drew Karpyshyn
- Der Psalmenstreit – Maarten ’t Hart
- Puls – Stephen King
- Resturlaub – Tommy Jaud
- The Ruins – Scott Smith
- Schattenblume – Karin Slaughter
- Scheintot – Tess Gerritsen
- Schule der Arbeitslosen – Joachim Zelter
- Schwert und Harfe – Frank Delaney
- Der Skelett-Mann – Tony Hillerman
- Snack Daddys abenteuerliche Reise (späterer Titel: Absurdistan) – Gary Shteyngart
- Sommerdiebe – Truman Capote
- Talk Talk – T. C. Boyle
- Der Teufel von Mailand – Martin Suter
- Die Therapie – Sebastian Fitzek
- Träume süß, mein Mädchen – Joy Fielding
- Die Treppe – Thomas Wiedling
- Unfall in der Nacht – Patrick Modiano
- Vergessene Stimmen – Michael Connelly
- Das Vermächtnis der Wanderhure – Iny Lorentz
- Der Weltensammler – Ilija Trojanow
- Das Wetter vor 15 Jahren – Wolf Haas
- Wie weiter – Angela Krauß
- Der Wolkenatlas – David Mitchell
- Zwischen den Zeiten – Kate Thompson

Drama
- Der Gott des Gemetzels – Yasmina Reza
- Nathan Messias – Günter Senkel und Feridun Zaimoglu
- Schwarze Jungfrauen – Günter Senkel und Feridun Zaimoglu
- Die Weberischen – Felix Mitterer

Lyrik
- A Dolorosa Raiz do Micondó – Conceição Lima

Weitere Literatur
- Fun Home – Alison Bechdel
- Der Gotteswahn – Richard Dawkins
- Henry der Schreckliche – Francesca Simon (Bilderbuch)
- (Krieg und Welt) – Peter Waterhouse
- Putin-Enzyklopädie (OA) – Nikolai Senkowitsch
- Schläge im Namen des Herrn – Peter Wensierski
- Schurkenstaat – William Blum
- Typisch Türkin? – Hilal Sezgin

## Gestorben
- 04. Januar – Irving Layton, kanadischer Dichter (* 1912)
- 30. Januar – Wendy Wasserstein, US-amerikanischer Dramatiker (* 1950)
- 04. Februar – Betty Friedan, US-amerikanische feminist. Autorin (* 1921)
- 06. Februar – Karin Struck, deutsche Schriftstellerin (* 1947)
- 08. Februar – Michael Gilbert, britischer Krimiautor (* 1912)
- 11. Februar – Peter Benchley, US-amerikanischer Romancier (* 1940)
- 17. Februar – Sybille Bedford, deutsch-britische Journalistin und Schriftstellerin (* 1911)
- 17. Februar – Ibaragi Noriko, japanische Dichterin, Schriftstellerin und Essayistin (* 1926)
- 20. Februar – Lucjan Wolanowski, polnischer Schriftsteller, Journalist und Übersetzer (* 1920)
- 21. Februar – Gennadi Ajgi, tschuwaschischer Dichter und Übersetzer (* 1934)
- 22. Februar – Hilde Domin, deutsche Schriftstellerin (* 1909)
- 25. Februar – Tsegaye Gabre-Medhin, äthiopischer Dichter (* 1936)
- 25. Februar – Margaret Gibson, kanadische Schriftstellerin (* 1948)
- 03. März – Martin Selber, deutscher Schriftsteller (* 1924)
- 12. März – Jurij Brězan, sorbischer Schriftsteller (* 1916)
- 27. März – Stanisław Lem, polnischer Science-Fiction-Schriftsteller (* 1921)
- 30. März – John McGahern, Romancier, Dramatiker und Short Story Autor (* 1934)
- 04. April – Jürgen Thorwald, deutscher Schriftsteller (* 1915)
- 05. April – Rolf Recknagel, deutscher Schriftsteller (* 1918)
- 06. April – Leslie Norris, walisischer Dichter und Schriftsteller (* 1921)
- 07. April – Melissa Nathan, britische Schriftstellerin (* 1968)
- 08. April – Gerard Reve, niederländischer Schriftsteller (* 1923)
- 13. April – Muriel Spark, britische Romanautorin (* 1918)
- 06. Mai – Erdal Öz, türkischer Schriftsteller und Verleger (* 1935)
- 09. Mai – Jerzy Ficowski, polnischer Dichter, Schriftsteller und Übersetzer (* 1924)
- 10. Mai – Alexander Alexandrowitsch Sinowjew, russischer Dissident und Schriftsteller (* 1922)
- 14. Mai – Günther Nenning, österreichischer Journalist, Schriftsteller und politischer Aktivist (* 1921)
- 18. Mai – Gilbert Sorrentino, US-amerikanischer Romancier und Dichter (* 1929)
- 01. Juni – Frederik Hetmann, deutscher Schriftsteller (* 1934)
- 14. Juni – Günther Deicke, deutscher Lyriker, Librettist, Übersetzer und Publizist (* 1922)
- 21. Juni – Yoshimi Kondō, japanischer Dichter (* 1913)
- 30. Juni – Robert Gernhardt, deutscher Schriftsteller, Lyriker, Essayist, Zeichner und Maler (* 1937)
- 06. Juli – Joachim Kupsch, deutscher Schriftsteller, Drehbuchautor (* 1926)
- 07. Juli – Olivier Séchan, französischer Schriftsteller, auch Jugendbuchautor (* 1911)
- 10. Juli – Fred Wander, österreichischer Schriftsteller (* 1917)
- 12. Juli – Hubert Lampo, belgischer Schriftsteller (* 1920)
- 17. Juli – Mickey Spillane, US-amerikanischer Krimiautor (* 1918)
- 17. Juli – Günter Ebert, deutscher Schriftsteller (* 1925)
- 28. Juli – Rut Brandt, norwegisch-deutsche Schriftstellerin und Journalistin (* 1920)
- 28. Juli – Nigel Cox, neuseeländischer Romancier (* 1951)
- 28. Juli – David Gemmell, britischer Fantasy-Autor (* 1948)
- 30. Juli – Duygu Asena, türkische Schriftstellerin und Frauenrechtlerin (* 1946)
- 05. August – Gintaras Beresnevičius, litauischer Religionswissenschaftler und Schriftsteller (* 1961)
- 16. August – Alex Buzo, australischer Dramatiker (* 1944)
- 21. August – S. Yizhar, israelischer Romancier (* 1916)
- 23. August – Colin Forbes, englischer Autor (* 1923)
- 29. August – Gerald Green, US-amerikanischer Schriftsteller (* 1922)
- 30. August – Nagib Machfus, ägyptischer Schriftsteller, Literatur-Nobelpreisträger (* 1911)
- 01. September – György Faludy, ungarischer Dichter, Schriftsteller und Übersetzer (* 1910)
- 02. September – Gerhard Amanshauser, österreichischer Schriftsteller (* 1928)
- 04. September – Colin Thiele, australischer Kinderbuchautor (* 1920)
- 11. September – Joachim Fest, deutscher Zeithistoriker, Publizist und Autor (* 1926)
- 30. September – András Sütő, ungarischer Schriftsteller (* 1927)
- 04. Oktober – Oskar Pastior, rumänisch-deutscher Dichter (* 1927)
- 07. Oktober – Anna Politkowskaja, russische Journalistin (* 1958)
- 01. November – William Styron, US-amerikanischer Schriftsteller (* 1925)
- 30. November – Harald Evers, deutscher Fantasyautor (* 1957)

## Literaturpreise

### Deutsche Literaturpreise
- Adelbert-von-Chamisso-Preis: Zsuzsanna Gahse; Sudabeh Mohafez und Eleonora Hummel (Förderpreis)
- Berliner Literaturpreis: Durs Grünbein
- Bertolt-Brecht-Literaturpreis: Dea Loher
- Calwer Hermann-Hesse-Preis: Literaturzeitschrift Sprache im technischen Zeitalter
- Carl-Zuckmayer-Medaille: Armin Mueller-Stahl
- Clemens-Brentano-Preis: Stefan Weidner, Mohammedanische Versuchungen
- Deutscher Buchpreis, Katharina Hacker: Die Habenichtse
- Deutscher Science Fiction Preis: Wolfgang Jeschke: Das Cusanus-Spiel
- Friedrich-Gundolf-Preis: Kwang-Kyu Kim
- Georg-Büchner-Preis: Oskar Pastior (postum)
- Heinrich-Mann-Preis: Peter von Matt
- Hubert-Burda-Preis für junge Lyrik: Serhij Schadan und Marija Stepanowa
- Jakob-Wassermann-Literaturpreis: Uwe Timm
- Johann-Heinrich-Voß-Preis für Übersetzung: Ralph Dutli
- Joseph-Breitbach-Preis: Wulf Kirsten
- Kasseler Literaturpreis: Gerhard Polt; Jess Jochimsen (Förderpreis); Verleihung 2006/2007
- Kleist-Preis: Daniel Kehlmann
- Mainzer Stadtschreiber: Patrick Roth
- Mara-Cassens-Preis: Clemens Meyer
- Peter-Huchel-Preis: Uljana Wolf, kochanie ich habe brot gekauft
- Preis der Leipziger Buchmesse
  - Ilija Trojanow: Der Weltensammler (Belletristik)
  - Franz Schuh: Schwere Vorwürfe, schmutzige Wäsche (Sachbuch/Essayistik)
  - Ragni Maria Gschwend: Antonio Moresco Aufbrüche (Übersetzung)
- Preis der Literaturhäuser: Uwe Kolbe
- Preis der SWR-Bestenliste: Agota Kristof
- Würth-Preis für Europäische Literatur: Herta Müller

### Internationale Literaturpreise
- Hugo Award

- Robert Charles Wilson, Spin, Kategorie: Bester Roman
- Connie Willis, Inside Job, Kategorie: Bester Kurzroman
- Peter S. Beagle, Two Hearts, Zwei Herzen, Kategorie: Beste Erzählung
- David D. Levine, Tk'tk'tk, Kategorie: Beste Kurzgeschichte

- Kurd-Laßwitz-Preis

- Wolfgang Jeschke, Das Cusanus-Spiel, Kategorie: Bester Roman
- Rainer Erler, An e-Star is born, Kategorie: Beste Kurzgeschichte/Erzählung
- China Miéville, The iron council, Der Eiserne Rat, Kategorie: Bestes ausländisches Werk
- Gerald Jung, Kategorie: Bester Übersetzer
- Sascha Mamczak für das Lektorat und die Herausgabe der Werke von Philip K. Dick, Sonderpreis
- Carl Amery (posthum) für sein Lebenswerk, Sonderpreis

- Locus Award

- Charles Stross, Accelerando, Accelerando, Kategorie: Bester SF-Roman
- Neil Gaiman, Anansi Boys, Anansi Boys, Kategorie: Bester Fantasy-Roman
- Jane Yolen & Adam Stemple, Pay the Piper, Rattenfänger, Kategorie: Bestes Jugendbuch
- Elizabeth Bear, Hammered/Scardown/Worldwired, Kategorie: Bester Erstlingsroman
- Kelly Link, Magic for Beginners, Magie für Anfänger, Kategorie: Bester Kurzroman
- Cory Doctorow, I, Robot, Kategorie: Beste Erzählung
- Neil Gaiman, Sunbird, Kategorie: Beste Kurzgeschichte
- Kelly Link, Magic for Beginners, Kategorie: Beste Sammlung
- Ellen Datlow, Kelly Link & Gavin J. Grant, The Year's Best Fantasy and Horror: Eighteenth Annual Collection, Kategorie: Beste Anthologie

- Nebula Award

- Jack McDevitt, Seeker, Die Suche, Kategorie: Bester Roman
- James Patrick Kelly, Burn, Flammen, Kategorie: Bester Kurzroman
- Peter S. Beagle, Two Hearts, Zwei Herzen, Kategorie: Beste Erzählung
- Elizabeth Hand, Echo, Kategorie: Beste Kurzgeschichte

- Philip K. Dick Award

- Chris Moriarty, Spin Control, Lichtjagd

- Arthur Ellis Award: William Deverell für April Fool
- Cervantespreis: Antonio Gamoneda
- Danuta Gleed Literary Award: Charlotte Gill, Ladykiller
- Erich-Fried-Preis: Marcel Beyer
- Europäischer Essay-Preis Charles Veillon: Giorgio Agamben, Gesamtwerk
- Finlandia-Preis: Kjell Westö,  Där vi en gång gått
- Ingeborg-Bachmann-Preis: Kathrin Passig, Sie befinden sich hier
- International IMPAC Dublin Literary Award: The Master (dt. Porträt des Meisters in mittleren Jahren) von Colm Tóibín
- Man Booker Prize for Fiction: Kiran Desai, The Inheritance of Loss
- Lieutenant Governor’s Award for Literary Excellence: Jack Hodgins
- Hubert Evans Non-Fiction Prize: Stan Persky, The Short Version: An ABC Book
- Marian Engel Award: Caroline Adderson
- Newbery Medal: Lynne Rae Perkins, Criss Cross
- Nobelpreis für Literatur: Orhan Pamuk
- Österreichischer Staatspreis für Europäische Literatur: Jorge Semprún
- Prinz-von-Asturien-Preis für Literatur: Paul Auster
- Prix Goncourt: Jonathan Littell, Les Bienveillantes
- Prix Femina Étranger: Nuala O’Faolain, L'Histoire de Chicago May
- Pulitzer-Preis: Geraldine Brooks, March
- Rauriser Literaturpreis: Kristof Magnusson, Zuhause, Ingrid Loitfellner-Moser (Förderpreis)
- Robert-Walser-Preis: Monique Schwitter, Wenn’s schneit beim Krokodil
- Scotiabank Giller Prize: Vincent Lam, Bloodletting and Miraculous Cures
- Toronto Book Awards: Dionne Brand, What We All Long For

## Verwandte Preise
- Friedenspreis des Deutschen Buchhandels: Wolf Lepenies
- Goethe-Medaille: Vera San Payo de Lemos, Giwi Margwelaschwili, Said